# 金大川
金大川（1993年4月16日—），中国大陸男模特兒。2010年，參加第十六屆中國模特之星大赛，獲得男模组季军。2011年考進北京服装学院就讀。2013年6月，繆西婭·普拉達指定金大川參加Prada2014年春夏米蘭男裝週走秀，2014年1月，續参加米兰秋冬男装周，同時加入宝缇嘉、JIL SANDER等品牌共16场的走秀模特兒。

## 個人生活
2023年与雎曉雯成婚。育有一女。